# あきた北観光バス
あきた北観光バス株式会社（あきたきたかんこうバス）とは、秋田県北秋田市綴子に位置する貸切バス会社。

## 事業内容
- 一般貸切旅客自動車運送事業（貸切バス）

## 沿革
- 2007年（平成19年） - あきた北観光バス株式会社設立（地元タクシー事業者3社の共同出資による共同経営）
- 2009年（平成21年） - 一般貸切旅客自動車運送事業の条件解除
- 2015年（平成27年） - 加藤 治が代表取締役就任
- 2016年（平成28年） - 共同経営から現代表の単独経営に転換
- 2017年（平成29年） - 2016年12月9日に公布された道路運送法一部改正による事業許可更新（9月6日）
- 2018年（平成30年） - 貸切バス安全性評価認定1つ星取得（9月18日）
- 2019年（平成31年） - 健康経営優良法人2019取得（2月）

## バス車両
- いすゞ・ガーラなど 大型：2台 中型：3台 小型：2台
- 黄色の車体カラーが特徴

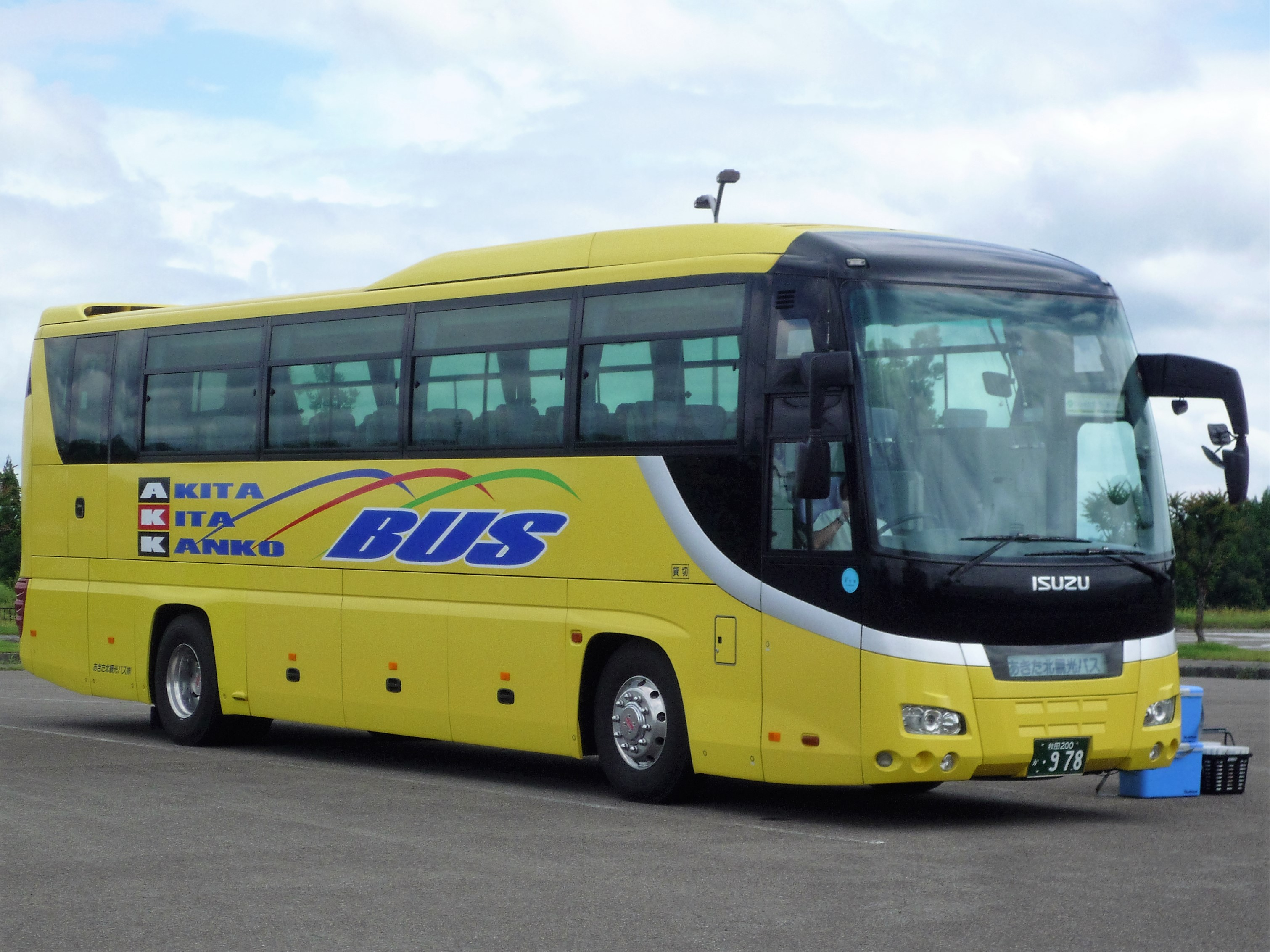
いすゞ・ガーラ
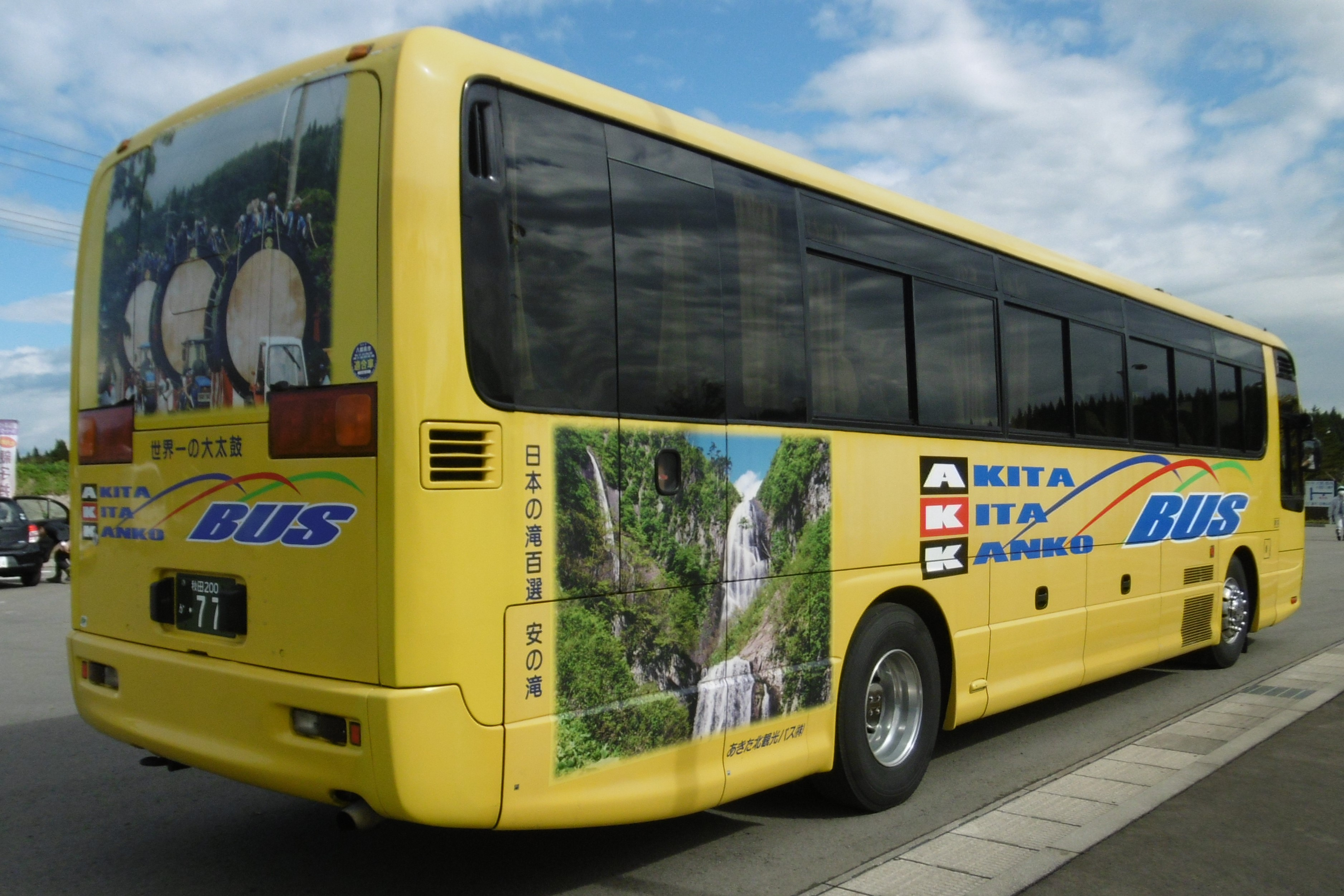
いすゞ・ガーラ
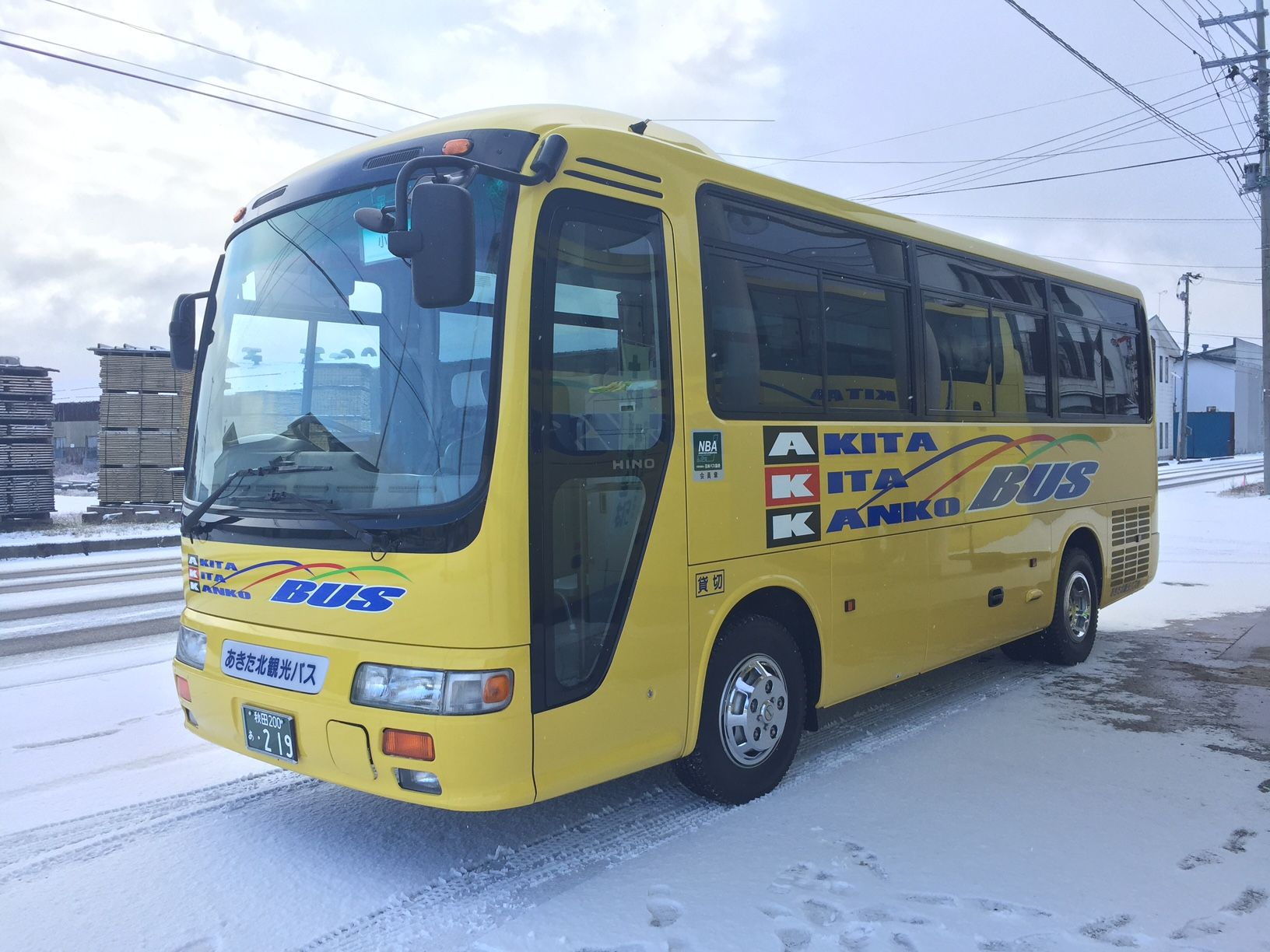
日野・リエッセ

## 主要取引先
- 読売旅行
- 阪急交通社
- 西鉄旅行
- 東武トップツアーズ
- クラブツーリズム
- 農協観光
- 秋田内陸線旅行センター
- トラベル北秋田
- 大館北秋田JA葬祭センター
- 北秋田市